# 舒沙戰役 (2020年)
舒沙战役是2020年纳戈尔诺-卡拉巴赫战争期间阿塞拜疆武装部队与亚美尼亚支持的阿尔察赫共和国之间为争夺舒沙的控制权而进行的一场战斗。
直到19世纪中叶，舒沙一直被认为是阿塞拜疆地区的文化和政治中心。在1992年纳戈尔诺-卡拉巴赫战争期间，舒沙被亚美尼亚占领，舒沙市內的阿塞拜疆人被驱逐。
2020年纳戈尔诺-卡拉巴赫战争爆發後，阿塞拜疆军队从傑布拉伊爾推进，于10月中旬占领了哈德鲁特。阿塞拜疆部队随后进一步向北推进，並进入舒沙區。10月29日，阿塞拜疆夺取了傑納奇，随后于11月4日夺取了舒沙-拉钦公路的部分路段。11月8日，阿塞拜疆总统伊利哈姆·阿利耶夫表示，阿塞拜疆部队已经控制了舒沙，但亚美尼亚予以否认。第二天，阿塞拜疆国防部发布了一段来自舒沙的视频，表明阿塞拜疆已全面控制舒沙。同一天，阿尔察赫总统发言人证实，阿尔察赫已失去对舒沙的控制。舒沙战役結束後三天，2020年納戈爾諾-卡拉巴赫停火協議正式簽署。